# Bulgarisches Großreich
Als Bulgarisches Großreich oder Großbulgarien wurde in Westeuropa ein politisches Konzept bezeichnet, das eine Staatsbildung Bulgariens vorsah, welches die bulgarischen Siedlungsgebiete in Dobrudscha, Moesien südlich der Donau, den größeren Teil Thrakiens und Makedoniens umfasste. Im 21. Jahrhundert wird mit dem Begriff Großbulgarien vor allem die hypothetische Vereinigung von Bulgarien und Nordmazedonien bezeichnet.

## Geschichte
Das Konzept wurde 1876/77 erstmals auf der gescheiterten Konferenz von Konstantinopel durch die Großmächte konzipiert und durch den Frieden von San Stefano 1878 verwirklicht. Letzterer sah auch einen Ägäis-Zugang (entweder bei Thessaloniki oder bei Dedeagatsch in Thrakien) Bulgariens vor. Im Berliner Vertrag von 1878 wurde jedoch dieses Großbulgarien, im Einklang mit der lang geheimgehaltenen österreichisch-ungarisch-russischen Konvention von Reichstadt, zunichtegemacht. Als Folge dessen versuchte die bulgarische Innen- und Außenpolitik die verlorenen Gebiete zurückzugewinnen.
Am 3. März 1878 endete der Russisch-Osmanische Krieg (1877/78) mit dem Abschluss des Friedens von San Stefano, dessen Bedingungen die russische Regierung bestimmte. Im Ergebnis wurden die ehemaligen Provinzen des Osmanischen Reiches Serbien, Montenegro und Rumänien unabhängig. Das ebenfalls unabhängig gewordene Bulgarien sollte als Fürstentum unter Einschluss von Ostrumelien und Makedonien bis an die Ägäis ausgedehnt werden. Doch schon einige Monate später wurden diese Ergebnisse auf dem Berliner Kongress von den Großmächten wieder revidiert. Das bulgarische Staatsgebiet wurde, neben dem Becken von Sofia im Südwesten bis hin zum Rila-Gebirge, wieder auf das Gebiet zwischen der unteren Donau und dem Balkangebirge beschränkt.
In der folgenden Zeit war es erklärtes Ziel der bulgarischen Regierungen, die Teilgebiete zu erlangen, die Sofia in der Konferenz von Konstantinopel von 1876/77 zugesagt worden waren, oder den Großstaat, der im Frieden von San Stefano in Aussicht gestellt wurde. 1885 erfolgte die Vereinigung mit Ostrumelien, was zum Serbisch-Bulgarischen Krieg 1885/86 führte. Die Politik der Eingliederung der Gebiete führte zu verschiedenen Auseinandersetzungen mit den Nachbarländern, wie dem Balkankrieg von 1913. Weiter unterstützte Bulgarien mehrere Widerstandsorganisationen (IMORO, IMRO, ITRO, IDRO, IWRRO) der bulgarischen Minderheiten in den verlorenen Gebieten. Auch während des Ersten Weltkrieges (1914–1918) trat Bulgarien auf die Seite der Mittelmächte, da es von diesen die umstrittenen Gebiete zugesprochen bekam. Nach dem Krieg 1919 befand sich die bulgarische Regierung in außenpolitischer Isolation, weil sie die Gebietsforderungen auch weiterhin gegenüber fast allen Nachbarländern vertrat. Durch den Beitritt Bulgariens zum Dreimächtepakt konnte die bulgarische Regierung 1941 im Krieg gegen Jugoslawien und Griechenland ihre Gebietsansprüche nochmals durchsetzen, aber nach der sowjetischen Besetzung des Landes 1944 und dessen politischer Neuordnung als Kommunistische Volksrepublik 1946 wurden auch diese Erweiterungen revidiert. Nach dem Sturz der Monarchie gab die sozialistische Regierung das Konzept eines Großbulgariens im Vertrag vom 10. Februar 1947 auf.

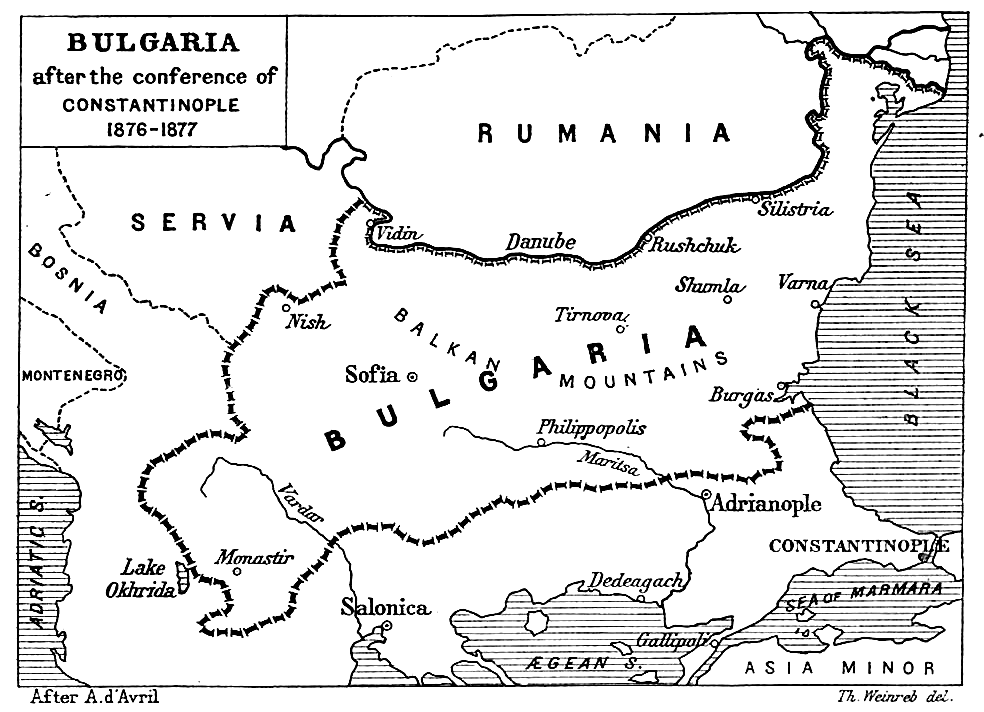
Grenzen Bulgariens nach der Konferenz von Konstantinopel 1876.
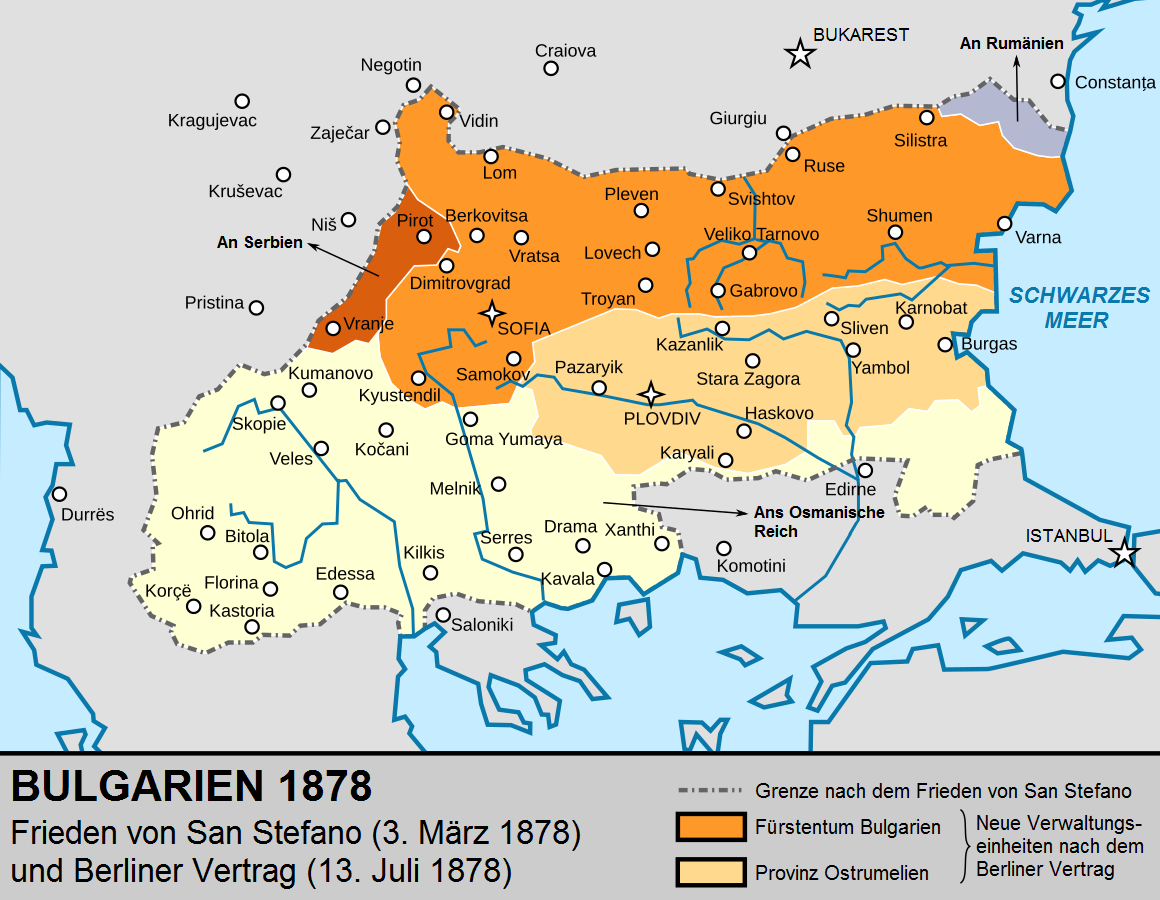
Großbulgarien in den Grenzen des Friedens von San Stefano 1878.
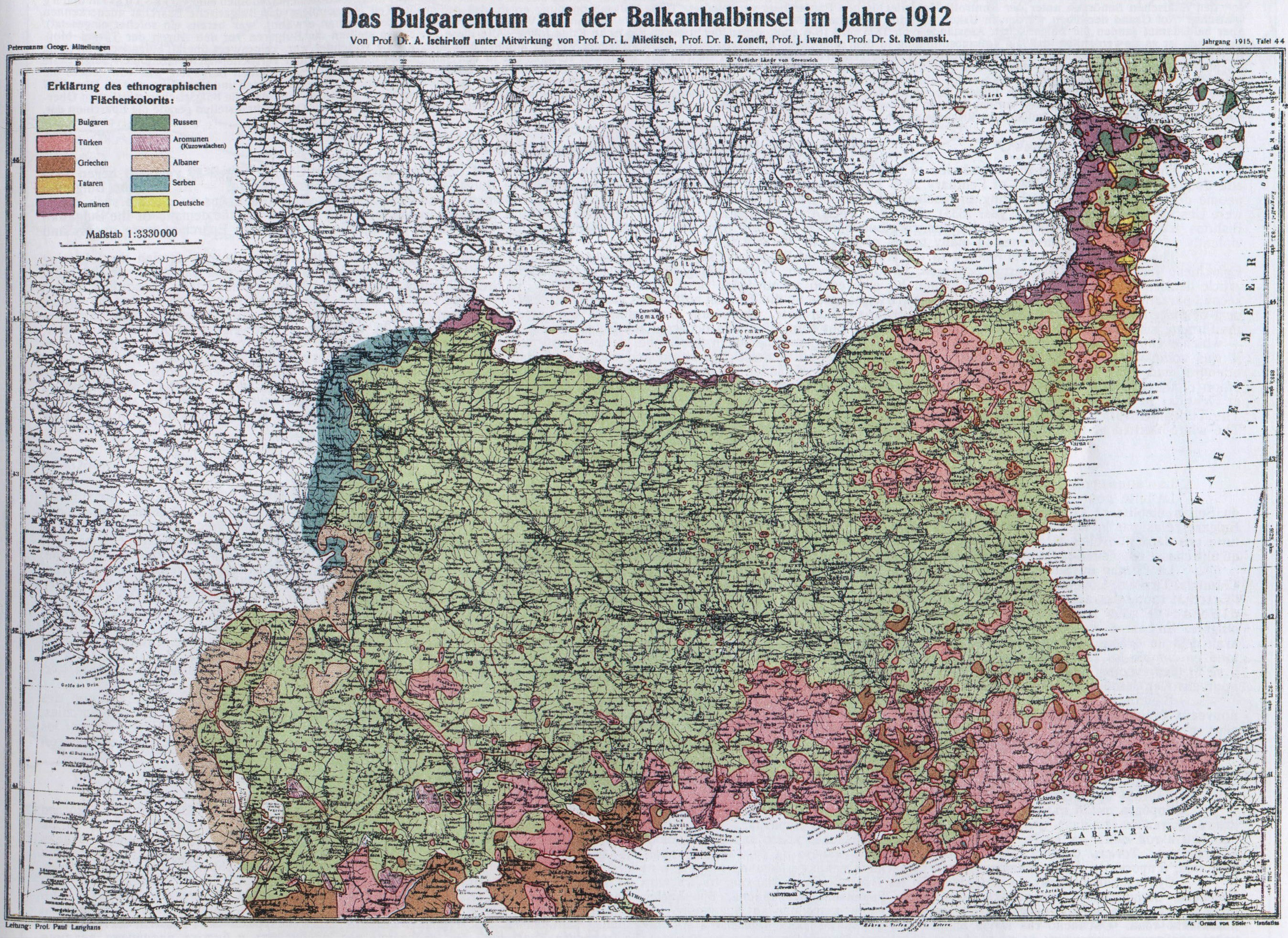
Das bulgarische Siedlungsgebiet und die angrenzenden Räume im Jahr 1912.